# Tumbaga

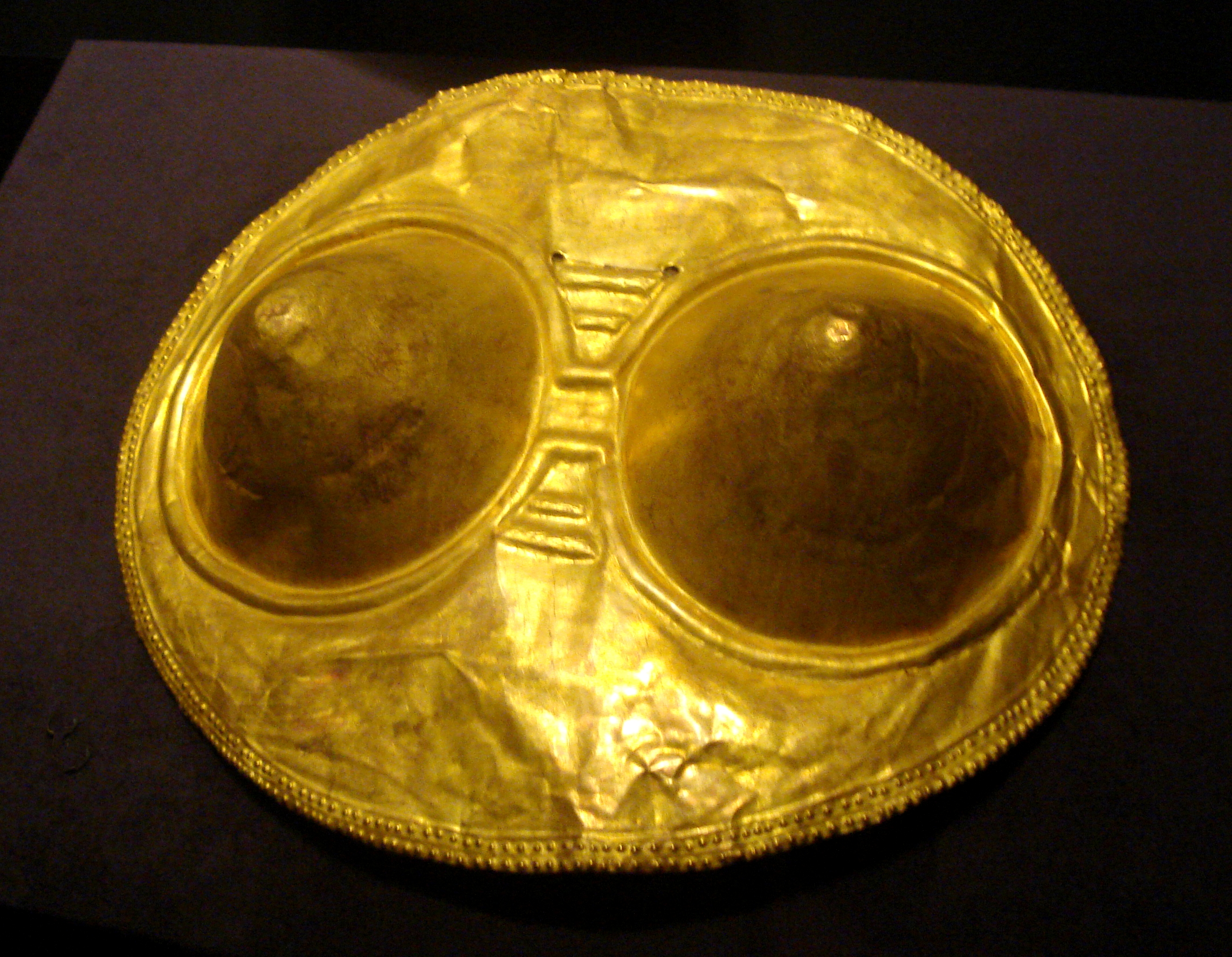
Un pettoreale di tumbaga, della cultura Quimbaya; 300–1600 d.C.

Tumbaga fu il nome dato dai conquistadores spagnoli ad una lega di oro con rame, e più raramente con altri metalli, utilizzata dagli indios quindaya nella zona del Medio Quindío, in Colombia per la fabbricazione di gioielli, statuette e altri oggetti sia ornamentali che d'uso.

## Caratteristiche
La lega ha un punto di fusione sensibilmente più basso di quello dei singoli metalli che la compongono, una durezza superiore a quella del rame ma mantiene una buona malleabilità.
Per ottenere una buona lucidatura, può essere trattata con acido citrico, per sciogliere il rame in superficie lasciando una patina d'oro praticamente puro, che ricopre la più resistente lega in profondità.